# Fokker F.II
Il Fokker F.II, prima designazione aziendale Fokker V.45, era un monomotore da trasporto passeggeri di linea ad ala alta sviluppato dall'allora azienda tedesca Fokker-Flugzeugwerke nei tardi anni dieci del XX secolo ma avviato alla produzione in massa dopo il trasferimento dell'azienda nei Paesi Bassi.
Innovativo come impostazione tecnica riuscì ad imporsi sul mercato dell'aviazione commerciale entrando in servizio dai primi anni venti con la compagnia aerea olandese KLM, con le tedesche Deutsche Aero Lloyd, diventata in seguito Deutsche Luft Hansa, e Deutsche Luft-Reederei e con la belga SABENA.

## Storia del progetto
Con la conclusione della prima guerra mondiale, il cui termine avverso all'Impero tedesco comportò lo smembramento dei suoi territori e la creazione della Repubblica di Weimar, l'aviazione tedesca venne pesantemente ridimensionata come previsto dalle clausole imposte dal Trattato di Versailles. I modelli militari vennero quasi interamente distrutti ed i sopravvissuti furono smilitarizzati e, con opportune modifiche, ricondizionati per un uso esclusivamente civile, tuttavia i modelli che permettessero il trasporto di un sostanziale numero di passeggeri erano quasi inesistenti. In quest'ambito alcune aziende tedesche avviarono lo sviluppo di modelli specifici progettati fin dall'inizio per poter essere utilizzati in questo ruolo.
Anthony Fokker, proprietario della Fokker-Flugzeugwerke con sede a Schwerin, incaricò Reinhold Platz, che era a capo del suo ufficio tecnico, di progettare un modello concettualmente moderno da poter proporre alle emergenti compagnie aeree nazionali. Platz, che aveva già disegnato i caccia triplano Dr.I, il biplano D.VII ed il monoplano D.VIII, sfruttò l'esperienza acquisita nel realizzare ali strutturalmente robuste per avviare nel 1919 lo sviluppo del F.I, progetto poi abbandonato in favore dell'F.II che ne manteneva le caratteristiche generali: velivolo realizzato in tecnica mista, monomotore, monoplano ad ala alta a sbalzo con cabina di pilotaggio aperta e scompartimento passeggeri chiuso e carrello d'atterraggio fisso.
Il prototipo, identificato dall'azienda come V.45, venne costruito nello stabilimento di Schwerin, in Germania, e portato in volo per la prima volta nell'ottobre 1919. Quando Anthony Fokker decise di trasferire la propria azienda nei Paesi Bassi il V.45 venne illegalmente pilotato al di la del confine nazionale il 20 marzo 1920. Dopo questo, pur se non esattamente stabilito, è probabile che siano tre gli esemplari realizzati a Schwerin prima che la produzione fosse trasferita a Veere.

## Tecnica
L'impostazione tecnica del modello, che poi verrà riproposta nell'iniziale serie di modelli civili Fokker, prevedeva una cellula che abbinava un'ala a sbalzo costruita in legno, completamente ricoperta in pannelli di compensato, dotata di alettoni che si estendevano oltre le estremità alari ad una larga fusoliera a sezione quadrata, realizzata con struttura in tubo di acciaio saldato rivestita in tela trattata, sufficiente a fornire una buona stabilità direzionale senza ricorrere a pinne addizionali. Lo scompartimento viaggiatori, dotato di quattro posti a sedere, era ricavato dietro la cabina di pilotaggio aperta a due posti affiancati, uno per il pilota ed il secondo, originariamente pensato per il meccanico o navigatore, a disposizione di un quinto passeggero.
Il carrello era un semplice biciclo fisso costituito da un castello tubolare dotato di ruote collegate tra loro da un assale rigido ed integrato posteriormente da un pattino d'appoggio.
Il prototipo era stato inizialmente equipaggiato con un motore BMW IIIa, un 6 cilindri in linea raffreddato a liquido in grado di esprimere una potenza pari a 185 PS (138 kW) che però dimostrò di avere problemi di raffreddamento. La compagnia aerea olandese KLM che fu tra i primi ad adottarlo, dopo un esperimento con un motore Mercedes da 178 PS (133 kW), lo sostituì con il britannico Armstrong Siddeley Puma da 240 hp (179 kW).
In Germania, tuttavia, Karl Grulich, responsabile tecnico della compagnia aerea Deutsche Aero Lloyd, riuscì ad ottenere una licenza di produzione ad uso della propria azienda. Gli esemplari furono oggetto di modifiche rispetto al progetto originale che interessarono il carrello, rinforzato, e l'abitacolo ridisegnato e dotato di finestrini trapezoidali. La grande maggioranza degli F.II, almeno 20 unità, vennero assemblati dalla Deutsche Aero Lloyd a Staaken, nei pressi di Berlino, dove costruirono le fusoliere unendole alle ali prodotte dalla Albatros Flugzeugwerke. Questi velivoli, piuttosto pesanti, vennero equipaggiati con motori BMW IV da 230 PS (172 kW) ed in seguito dai più potenti BMW Va 12 cilindri a V da 320 PS (239 kW).

## Impiego operativo
La compagnia aerea olandese KLM operò con due F.II tra il 1920 ed il 1927, per essere quindi venduti alla compagnia belga SABENA che li utilizzarono sulla rotta Bruxelles-Anversa. Gli esemplari che Fokker costruì in Germania vennero acquistati dalla compagnia aerea Deutsche Luft-Reederei ed immatricolati nella Città Libera di Danzica. Gli F.II acquisiti dalla Deutsche Aero Lloyd vennero utilizzati fino all'assorbimento della stessa nella Deutsche Luft Hansa (DLH) avvenuto nel 1926. I dieci esemplari ancora in condizioni di volo vennero utilizzati nelle rotte regionali che collegavano Colonia con Aquisgrana, Essen, Krefeld e Mülheim fino al 1934.

## Utilizzatori
Belgio
- SABENA

 Germania

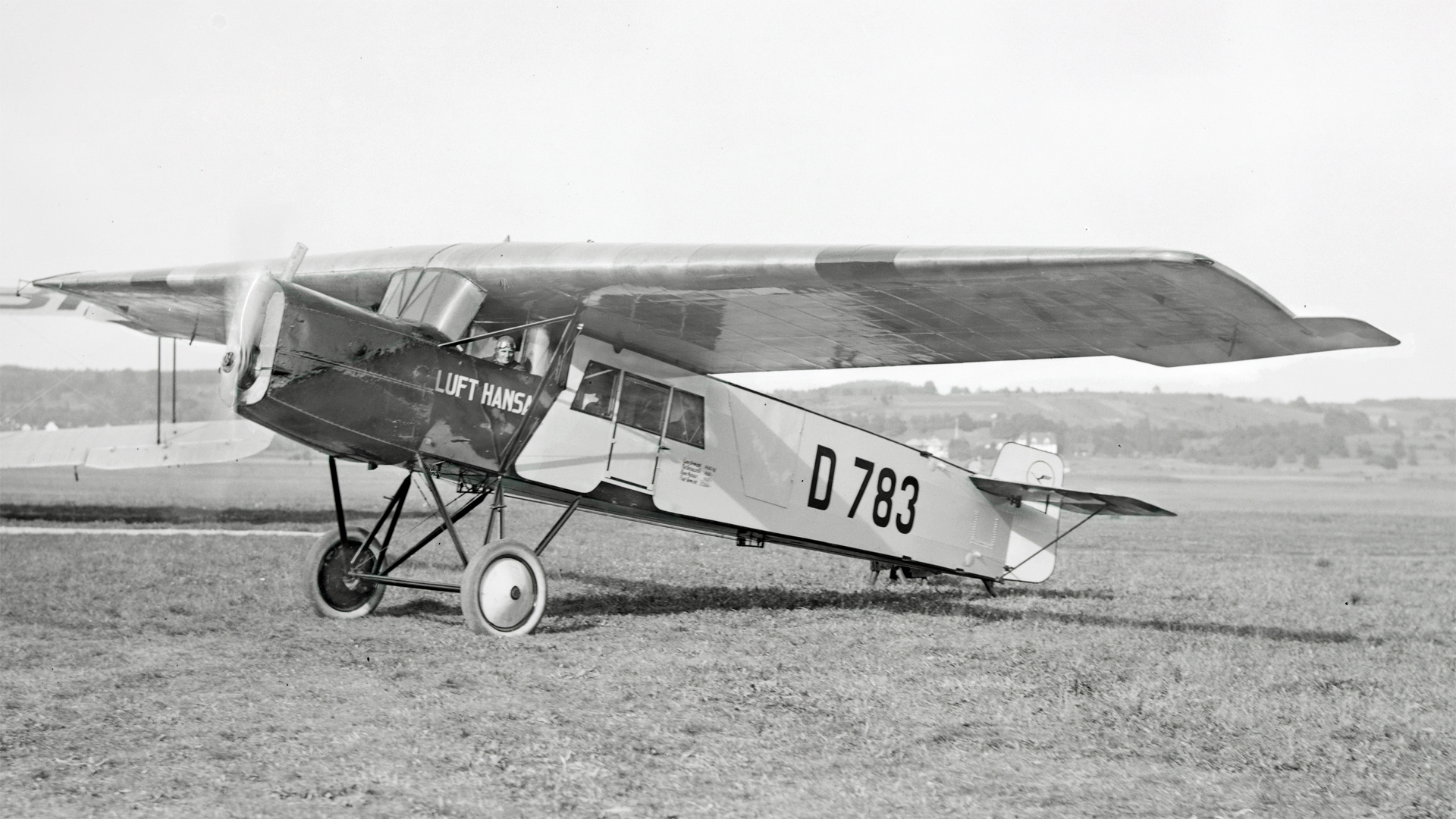
Fokker F.II, (D783), Luft Hansa, Dübendorf

- Deutsche Aero Lloyd/Deutsche Luft Hansa
- Deutsche Luft-Reederei

 Paesi Bassi
- KLM